# Volley Kruikenburg Ternat
Volley Kruikenburg Ternat is een Belgische volleybalclub.

## Historiek

### Beginjaren
De Ternatse club ontstond in de schoot van Jeugdclub Kruikenburg, die voornamelijk bestond uit leerlingen van het Sint-Jozefsinstituut. Op 18 april 1967 sloot de club aan bij het Belgisch Volleybalverbond (BVBV). Eerste voorzitter was Fons De Brandt en de wedstrijden werden afgewerkt op het kasteelplein van Kruikenburg. De club slaagde er reeds in haar eerste seizoen de kampioen te spelen in derde provinciale en ook het jaar daaropvolgend werd met een 4e plaats in de eindstand de promotie afgedwongen. De jaren daaropvolgend vertoeft de Kruikenburg in eerste provinciale, waarbij in seizoen 1970-'71 maar nipt de degradatie werd vermeden. In seizoen 1972-'73 werd de damesequipe opgericht en in 1974-'75 dwong de herenploeg de promotie naar vierde nationale af en een jaar later klommen ze verder op naar derde nationale. Het seizoen daarop boekte het damesteam succes met haar eerste kampioenstitel. In het seizoen 1978-'79 speelde de heren wederom kampioen en mochten ze voortaan aantreden in de nieuw opgericht eredivisie.

### Eredivisie
In haar eerste seizoen in eredivisie slaagde de club erin om tot de achtste speeldag ongeslagen te blijven. Trainer was Fernand Walter. De club werd dat seizoen tot eindelijk vice-kampioen en moest enkel VC Ruisbroek laten voorgaan. De spelersgroep werd samengehouden voor seizoen 1980-81 en haar tweede eredivisie-seizoen werd afgesloten met een 3e plaats in de eindrangschikking en tijdens haar eerste Europese campagne - waarin werd aangetreden in de CEV-Cup - werd de club gewipt door Grenoble Volley. In de Beker van België ten slotte strandde de club in de finale met 3-1 verlies tegen Ibis Kortrijk. Halfweg dat seizoen had Jean Baeyens opnieuw de trainersfakkel in handen genomen. Jan De Brandt werd dat seizoen verkozen tot 'Speler van het Jaar'. In 1981-'82 kreeg Baeyens versterking als trainer van Nicolas Barbuta. De club eindigde 4e in de reguliere competitie en bereikte opnieuw de finale van de Beker van België, hierin werd gewonnen met 3-2 tegen KVC Zonhoven. In de CEV-Cup werd de club uitgeschakeld door Asnières Volley 92. In 1982-'83 behaalde de club een vierde plaats in de eindrangschikking en speelden ze voor de derde maal op rij de finale van de Beker van België. De finale werd echter verloren tegen Ibis Kortrijk. 
Voor seizoen 1983-'84 keerde Fernand Walder terug naar Kruikenburg als trainer. De club werd vice-kampioen in de reguliere competitie en in de Beker van België strandde de club in de halve finales tegen Knack Roeselare. In de Europese Beker voor Bekerwinnaars werd de club uitgeschakeld door het Nederlandse Brother Martinus. Het daaropvolgende seizoen trad de club succesvol in de CEV Cup aan, waarbij het Nederlandse Brevok Breda, het Duitse Bayer Leverkusen en VBC Paderborn werden uitgeschakeld. Hierdoor verzekerde de club zich van een plaats in de Europese play offs naast o.a. Panini Modena en OK Partizan. De club werd uiteindelijk derde. In de Belgische competitie sloot Kruikenburg het seizoen af als vierde en werd Emile Rousseaux uitgeroepen tot play-offspeler van het jaar.

## Palmares

### Heren
- Kampioen 3e provinciale Brabant: 1968
- Kampioen 1e provinciale Brabant: 1975
- Kampioen 4e nationale: 1976
- Kampioen 3e nationale: 1979
- Vice-kampioen eredivisie: 1980 en 1984
- Finalist Beker van België: 1981 en 1983
- Winnaar Beker van België: 1982
- 3e plaats CEV Cup: 1985

### Dames
- Kampioen 2e provinciale Brabant: 1977

## Bekende (ex-)spelers
- Dominique Baeyens
- Hanne Coppens
- Jos Cornelis
- Herman De Brandt
- Jan De Brandt
- Willy De Geyndt
- Johan De Meersman
- René Defour
- Aziliz Divoux
- Jan Hoorens
- Jan Michiels
- Luk Jacobs
- Dirk Nieuwlandt
- Marc Nieuwlandt
- Wim Nieuwlandt
- Carl Platteau
- Gerard Ponnet
- Emile Rousseaux
- Alain Thevenin
- Christian Thevenin
- Rudy Van Hemelrijck
- Filip Van Huffel
- Stéphane Verhoogen